# ژاکلین بارتون
ژاکلین بارتون (انگلیسی: Jacqueline Barton؛ زادهٔ ۷ مهٔ ۱۹۵۲) دانشمند در زمینه زیست‌شیمی اهل ایالات متحده آمریکا است.
او قبل از عضویت در مؤسسه فناوری کالیفرنیا (از سال ۱۹۸۹ تا کنون) به عنوان استاد شیمی در کالج هانتر (۱۹۸۰–۸۲) و در دانشگاه کلمبیا (۱۹۸۹–۱۹۸۳) کار کرد. رهبر رئیس بخش شیمی و مهندسی شیمی است.
بارتون به مطالعه خصوصیات شیمیایی و فیزیکی DNA و نقش آنها در فعالیتهای بیولوژیکی می‌پردازد. تمرکز اصلی تحقیقات وی حمل و نقل الکترون عرضی در امتداد DNA دو رشته، پیامدهای آن در زیست‌شناسی آسیب و ترمیم DNA و پتانسیل آن برای کاربردهای علوم مواد مانند درمانهای هدفمند شیمی درمانی برای سرطان است.
وی همچنین برندهٔ جوایزی همچون جایزه لینوس پاولینگ، نشان پریستلی، و نشان ملی علوم شده‌است.